# Seattle Kraken
Seattle Kraken – amerykański klub hokejowy z siedzibą w Seattle (Waszyngton), występujący w lidze National Hockey League (NHL).

## Historia
Pod koniec kwietnia 2021 ogłoszono, że klub został 32. zespołem w NHL i został dopuszczony do sezonu 2021–22
W czerwcu 2021 głównym trenerem zespołu został ogłoszony Dave Hakstol, a w lipcu 2021 menedżerem generalnym został Ron Francis. W tym samym miesiącu klub dokonał wyboru 30 zawodników w ramach expansion draft, uzyskując graczy z innych zespołów NHL.
Zespół posiada afiliacje w postaci klubów farmerskich w niższych ligach. Tę funkcję pełnią: Coachella Valley Firebirds w American Hockey League (AHL) i Kansas City Mavericks w East Coast Hockey League (ECHL).

## Zawodnicy

### Kapitanowie drużyny
- Mark Giordano, 2021–2022
- Jordan Eberle, od 2024

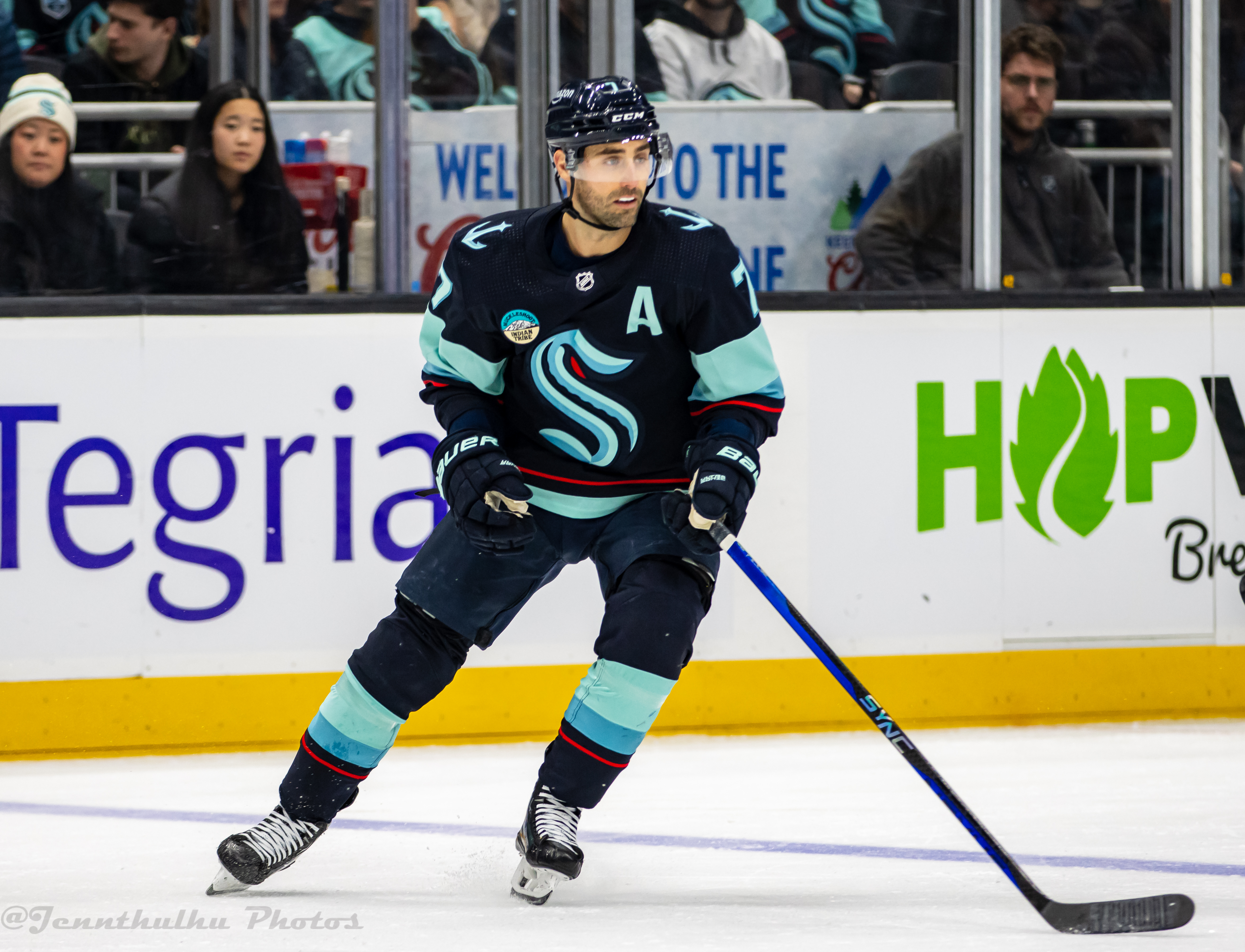
J. Eberle

### Numery zastrzeżone
| Numer | Zawodnik | Pozycja | Kariera | Data zastrzeżenia                    |
| ----- | --- | --- | --- | ------------------------------------ |
| 32    | Upamiętnienie liczy kibiców, którzy wykupili 32 tys. biletów w ciągu jednego dnia i najnowszej – 32. drużyny w rozgrywkach NHL | Upamiętnienie liczy kibiców, którzy wykupili 32 tys. biletów w ciągu jednego dnia i najnowszej – 32. drużyny w rozgrywkach NHL | Upamiętnienie liczy kibiców, którzy wykupili 32 tys. biletów w ciągu jednego dnia i najnowszej – 32. drużyny w rozgrywkach NHL | 23 października 2021                 |
|       | | | |                                      |
| 99    | Wayne Gretzky | Numer zastrzeżony dla całej ligi NHL                                                                                           | Numer zastrzeżony dla całej ligi NHL                                                                                           | Numer zastrzeżony dla całej ligi NHL |